# توپاک (آریزونا)
توپاک (به انگلیسی: Topock) یک منطقهٔ مسکونی در ایالات متحده آمریکا است که در آریزونا واقع شده‌است. توپاک ۰٫۶۷ کیلومتر مربع مساحت و ۱٬۷۹۰ نفر جمعیت دارد.